# Talipariti aruense
Talipariti aruense är en malvaväxtart som först beskrevs av Sumihiko Hatusima och Borss. Waalk., och fick sitt nu gällande namn av Paul Arnold Fryxell. Talipariti aruense ingår i släktet Talipariti och familjen malvaväxter. Inga underarter finns listade i Catalogue of Life.